# Музеум (станция метро)
«Музеум» (чеш. Muzeum — Музей) — станция пражского метрополитена. Расположена на пересечении линий A и C, служит для перехода между этими линиями и для выхода к Национальному музею.

## Интересные места рядом со станцией
Обе станции имеют выходы к Национальному Музею и на Вацлавскую Площадь.

## Характеристика станции

### Зал линии С
Зал линии C открыт 9 мая 1974 года. Станция однопролётная мелкого заложения, 194 метра в длину, расположена на глубине 10 метров. Для подъёма в вестибюль — два эскалатора и лестница. Для людей с ограниченной подвижностью есть лифт, вход в который расположен на ул. Вашингтонской.

### Зал линии А
Зал линии A открыт 12 августа 1978 года. Это пилонная трехсводчатая станция с укороченным (69 метров) центральным залом. Длина остальных залов — 108 метров, глубина станции 34 метра. Пассажирский лифт для этой станции расположен рядом к северу от Национального музея. 
- Платформа на станции на линии A
- Наземная часть вестибюля обеих станций
- Платформа на станции на линии C

11 июля 2017 года закрыли платформу в сторону депо на 5 месяцев.  Для попадания на станцию нужно доехать на соседнюю на юг станцию. 5 декабря станция заработала в полном режиме. 3 января 2018 года до мая закрыли платформу в сторону больницы

### Наводнение 2002 года
В августе 2002 года был затоплен только зал линии А. Зал линии С остался целым, так как вода до неё не дошла. Пострадавший от наводнения зал линии А открылся после ремонта, в конце 2002 года.

## Убийство полицейского
2 августа 2002 года в зале линии С произошло убийство. 53-летний российский гастарбайтер Александр Кручинин бросил на пути дымовую шашку. 74-летний пражанин с замечанием подошёл к нарушителю, но тот в ответ ранил его ножом. Полицейский Ян Мато прибежал на место, но и сам получил тот же удар ножом, впоследствии оказавшееся смертельным. Полицейского посмертно повысили в звании.
На суде Кручинин озвучил мотив преступления — желание привлечь внимание к проблемам иммигрантов в Чехии. Через 27 дней он совершил самоубийство в тюрьме Панкрац.